# Oceanisch kampioenschap voetbal onder 20 - 2013
Het OFC onder 20 voetbalkampioenschap 2013 is de 19e editie van het OFC onder 20 voetbalkampioenschap, het tweejaarlijkse toernooi van de Oceanische voetbalconfederatie. Het toernooi werd gehouden van 21 maart tot en met 29 maart 2013 in Fiji. Nieuw-Zeeland werd voor de vijfde keer winnaar.
De winnaar plaatst zich voor het Wereldkampioenschap voetbal onder 20 van 2013, dat gespeeld wordt in Turkije.

## Deelnemende teams
- Fiji (gastland)
- Nieuw-Caledonië
- Nieuw-Zeeland
- Papoea-Nieuw-Guinea
- Vanuatu

## Eindstand
De loting voor de volgorde van de wedstrijden vond plaats op 8 februari 2013 in Auckland , Nieuw-Zeeland.
| Team                | AW | G | G | V | DV | DT | DS  | Pnt |
| ------------------- | -- | - | - | - | -- | -- | --- | --- |
| Nieuw-Zeeland       | 4  | 4 | 0 | 0 | 13 | 2  | +11 | 12  |
| Fiji                | 4  | 3 | 0 | 1 | 8  | 8  | 0   | 9   |
| Vanuatu             | 4  | 2 | 0 | 2 | 12 | 7  | +5  | 6   |
| Nieuw-Caledonië     | 4  | 1 | 0 | 3 | 15 | 13 | –2  | 3   |
| Papoea-Nieuw-Guinea | 4  | 0 | 0 | 4 | 4  | 22 | –18 | 0   |

## Wedstrijden
|                              |                                         |     |                       |                                                                                  |
| 21 maart 2013 14:00 (UTC+12) | Fiji                                    | 3–2 | Vanuatu               | Churchull Park, Lautoka Toeschouwers: 2.000 Scheidsrechter: Norbert Hauata (TAH) |
| 21 maart 2013 14:00 (UTC+12) | Rao 58' Qasevakatini 68' Matarerega 84' |     | 5' Damalip 23' Manuhi | Churchull Park, Lautoka Toeschouwers: 2.000 Scheidsrechter: Norbert Hauata (TAH) |

|                              |                     |                                                             |               |                                                            |
| 21 maart 2013 16:00 (UTC+12) | Papoea-Nieuw-Guinea | 0–5                                                         | Nieuw-Zeeland | Churchull Park, Lautoka Scheidsrechter: Gerald Oiaka (SAL) |
| 21 maart 2013 16:00 (UTC+12) |                     | 5' (pen.), 11' Fenton 44' Watson 79' Higham 81' (pen.) Boyd |               | Churchull Park, Lautoka Scheidsrechter: Gerald Oiaka (SAL) |

|                              |         |          |               |                                                                                   |
| 23 maart 2013 14:00 (UTC+12) | Vanuatu | 0 – 1    | Nieuw-Zeeland | Churchull Park, Lautoka Toeschouwers: 2.300 Scheidsrechter: Bertrand Billon (NCL) |
| 23 maart 2013 14:00 (UTC+12) |         | Elia 23' |               | Churchull Park, Lautoka Toeschouwers: 2.300 Scheidsrechter: Bertrand Billon (NCL) |

|                              |                                 |       |                         |                                                                                 |
| 23 maart 2013 16:00 (UTC+12) | Fiji                            | 3 – 2 | Nieuw-Caledonië         | Churchull Park, Lautoka Toeschouwers: 2.500 Scheidsrechter: Kader Zitouni (TAH) |
| 23 maart 2013 16:00 (UTC+12) | Nakalevu 9' Matarerega 33', 43' |       | Waelua 28' Wadriako 88' | Churchull Park, Lautoka Toeschouwers: 2.500 Scheidsrechter: Kader Zitouni (TAH) |

|                              |                                       |     |                         |                                                                             |
| 25 maart 2013 14:00 (UTC+12) | Nieuw-Zeeland                         | 3–2 | Nieuw-Caledonië         | Churchull Park, Lautoka Toeschouwers: 500 Scheidsrechter: Salesh Sand (FIJ) |
| 25 maart 2013 14:00 (UTC+12) | Fenton 29' (pen.) Elia 51' Turner 56' |     | Xalite 17' Wadriako 25' | Churchull Park, Lautoka Toeschouwers: 500 Scheidsrechter: Salesh Sand (FIJ) |

|                              |                                                      |     |                     |                                                                                |
| 25 maart 2013 16:00 (UTC+12) | Vanuatu                                              | 6–1 | Papoea-Nieuw-Guinea | Churchull Park, Lautoka Toeschouwers: 500 Scheidsrechter: Norbert Hauata (TAH) |
| 25 maart 2013 16:00 (UTC+12) | Damalip 25', 44', 58' Shem 48' Tasso 64' Tabilip 88' |     | Aisa 1'             | Churchull Park, Lautoka Toeschouwers: 500 Scheidsrechter: Norbert Hauata (TAH) |

|                              |                                                                                        |     |                                 |                                                            |
| 27 maart 2013 14:00 (UTC+12) | Nieuw-Caledonië                                                                        | 9–3 | Papoea-Nieuw-Guinea             | Churchull Park, Lautoka Scheidsrechter: Gerald Oiaka (SAL) |
| 27 maart 2013 14:00 (UTC+12) | Xalite 24' (pen.), 30' Bob 28', 61' Ranchain 57', 64' Decoire 71' Nonmeu 72' Wadra 77' |     | Awele 4' Komolong 19' Airem 39' | Churchull Park, Lautoka Scheidsrechter: Gerald Oiaka (SAL) |

|                              |                                                      |     |      |                                                               |
| 27 maart 2013 16:00 (UTC+12) | Nieuw-Zeeland                                        | 4–0 | Fiji | Churchull Park, Lautoka Scheidsrechter: Bertrand Billon (NCL) |
| 27 maart 2013 16:00 (UTC+12) | Fenton 48' (pen.) Howieson 67' Watson 69' Thomas 83' |     |      | Churchull Park, Lautoka Scheidsrechter: Bertrand Billon (NCL) |

|                              |                     |                     |      |                                                     |
| 29 maart 2013 14:00 (UTC+12) | Papoea-Nieuw-Guinea | 0–2                 | Fiji | Govind Park, Ba Scheidsrechter: Kader Zitouni (TAH) |
| 29 maart 2013 14:00 (UTC+12) |                     | Matarerega 13', 39' |      | Govind Park, Ba Scheidsrechter: Kader Zitouni (TAH) |

|                              |                       |     |                               |                                                   |
| 29 maart 2013 16:00 (UTC+12) | Nieuw-Caledonië       | 2–4 | Vanuatu                       | Govind Park, Ba Scheidsrechter: Salesh Sand (FIJ) |
| 29 maart 2013 16:00 (UTC+12) | Waelua 69' 84' (e.d.) |     | Kaltack 9', 51', 64' Tari 73' | Govind Park, Ba Scheidsrechter: Salesh Sand (FIJ) |